# أندرو مورونغا
أندرو مورونغا (بالإنجليزية: Andrew Murunga)‏ هو لاعب كرة قدم كيني في مركز الهجوم، ولد في 20 أكتوبر 1995. شارك مع منتخب كينيا تحت 17 سنة لكرة القدم ومنتخب كينيا تحت 20 سنة لكرة القدم ومنتخب كينيا لكرة القدم. أما مع النوادي، فقد لعب مع نادي توسكر.

## وصلات خارجية
- أندرو مورونغا على موقع قاعدة بيانات كرة القدم.إي يو (الإنجليزية)
- أندرو مورونغا على موقع ناشيونال فوتبول تيمز (الإنجليزية)